# Nikolaus II. (Tecklenburg)
Nikolaus II. von Tecklenburg († 1426) war von 1388 bis 1426 Graf von Tecklenburg.

## Leben
Nikolaus II. wurde als einziger Sohn von Otto VI. von Tecklenburg und Adelheid zur Lippe, Tochter des Edelherrn Bernhard V. zur Lippe geboren.
Nikolaus II. führte ähnlich viele Fehden wie sein Vater Otto VI. 1388 folgte er ihm als Graf von Tecklenburg. In seinen Fehden behauptete er die Herrschaft Rheda gegen Lippe und trat im Gegenzug lippische Gebiete ab. 1400 schlossen sich die Bischöfe von Münster und Osnabrück zusammen und kämpften gegen Nikolaus II. Dieser verlor sämtliche nördlichen Gebiete wie Cloppenburg, Friesoythe und Bevergern an den Bischof Otto von Münster. In der Niedergrafschaft Lingen verlor er die Hälfte von Pfarrei Plantlünne und Schapen und musste den Osten-, den Stader und Speller Wald abtreten. Die Grafschaft Tecklenburg erstreckte sich von nun an nur noch über das alte Gebiet von Tecklenburg-Lingen, also über Ibbenbüren, Iburg, Lienen, Ladbergen und weitere Orte. Die Grafschaft war nun von den beiden Bistümern eingekreist.
Weitere Fehden trug Nikolaus mit den Bischöfen von Münster und Osnabrück sowie den Grafen von Hoya aus. Ferner unterstützte er seinen Cousin Nikolaus, der Erzbischof von Bremen war, gegen Ostfriesland. 1426 verloren sie die Schlacht von Detern.

## Ehe und Nachkommen
Nikolaus II. heiratete Anna von Moers († 1430), Tochter von Graf Friedrich III. von Moers. Aus dieser Ehe stammten
- Otto VII. († 1450), Graf von Tecklenburg
- Adelheid († 1428), verheiratet mit Wilhelm von Berg, Graf von Ravensberg